# Powder River (afluent del Yellowstone)
El Powder (Powder River en anglès) és un afluent del Yellowstone, d'unes 375 milles (604 km) de llargada que discorre pe nord-est de Wyoming i el sud-est de Montana, als Estats Units. Conjuntament amb el seu afluent, el South Fork Powder River, té una longitud de 880 quilòmetres. Drena una zona històricament anomenada Powder River Country a les planes altes a l'est de les muntanyes Bighorn.
Neix per la confluència de tres bifurcacions al centre-nord de Wyoming. Les bifurcacions septentrional i mitjana (North i Middle Fork) s'eleven al llarg del vessant oriental de les muntanyes Bighorn. El South Fork neix al vessant sud de les muntanyes Bighorn, a l'oest de Casper. Les tres bifurcacions conflueixen als contraforts a l'est dels monts Bighorn, prop de la localitat de Kaycee. Aquest curs davalla cap al nord, a l'est dels Bighorns, i cap a Montana. Rep el Little Powder prop del poble de Broadus i desemboca al Yellowstone aproximadament a 50 milles (80 km) riu avall de Miles City, Montana. El riu Powder va rebre aquest nom (tant en anglès com en les llengües indígenes locals) perquè la sorra d'una part de les seves ribes s'assembla a pols o pólvora negra.